# Зоологический журнал

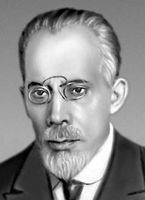
Олексій Миколайович Сєвєрцов

«Зоологический журнал» (Москва, ISSN 0044-5134) — науковий журнал, видаваний РАН для публікації досліджень в різних галузях зоології, включаючи історію зоологічних досліджень, інформацію про конференції, огляди нових книг. Заснований академіком О. М. Сєвєрцовим у 1916 році.

## Історія
Видання журналу почалося в 1916 році, журнал кілька разів міняв назву і видавців.

### Засновники
- Том 1 (1916) — том 2 вип. 3/4 (1917) — Вид-во при Зоол. від. Імп. тов-ва любителів природознавства, антропології і етнографії. Під ред. О. М. Сєвєрцова і В. С. Єлпатьєвського.
- Том 2 вип. 5 (1918) — том 3 (1922) — Вид-во при Зоол. від. Імп. тов-ва любителів природознавства, антропології і етнографії. Під ред. О. М. Сєвєрцова.
- Том 4 (1924) — 10 (1930) — Голов. упр. наук. закладами (Главнаука); з т. 10 (1930) — О. М. Сєвєрцов (відповід. редактор)
- Том 11 (1932) — 12 вип. 2 (1933) — Сектор науки Наркомпросу РРФСР; Під ред. О. М. Биховської, М. Л. Левіна і О. М. Сєвєрцова.
- Том 12 вип. 3 (1933) — 14 (1933) — Упр. ун-тів і наук.-дослід. закладів Наркомпросу РРФСР;
- Том 15 (1936) — 16 вип. 3 (1937) — Упр. вищ. школи Наркомпросу РРФСР;
- Том 16 вип. 4 (1937) — 17 вип. 3 (1938) —Народний комісаріат охорони здоров'я СРСР;
- Том 18 вип. 1 (1939) — 70 (1991) — Академія наук СРСР;
- Том 71 (1992) — Російська академія наук.

### Видавництво
- Том 1 (1916) — Медгиз
- Том 3 (1922) — 10 (1930) — Госиздат
- Том 11(1932) — 13 вип. 1 (1934), т. 17 вип. 3 (1938) — Медгиз
- Том 13 вип. 2 (1934) — 17 вип.2 (1938) — Биомедгиз
- Том 17 вип. 4 (1938) — 42 вип. 12 (1963) — вид-во Академії наук СРСР
- Том 43 вип. 1 (1964) — т. 75 (1996), Т. 83, № 3 (2004) — Наука
- Том 76 (1997) — т. 77 (1998) — Наука, МАИК «Наука»
- Том 78 (1999) — т. 83, № 2 (2004) — Наука, МАИК «Наука/Интерпериодика»

### Місто видання
- Том 1 (1916) — том 2 (1917) — Москва
- Том 3 (1922) — Москва-Петроград
- Том 4 (1924) — Москва

## Назви
- Том 1 (1916) — том 10 (1930) — Русский зоологический журнал;
- Том 11 (1932) — Зоологический журнал;

## Редакція
Головний редактор — акад. Дгебуадзе Юрій Юліанович.

## Сучасний стан
В останні роки виходить 12 номерів на рік російською мовою. З 1997 по 1999 роки видавався також англійською мовою під назвою Russian Journal of Zoology. З вересня 2000 року деякі статті з російської версії публікуються в англійській версії журналу «Энтомологическое обозрение» (Entomological Review) і Biology Bulletin. Тираж змінювався від 5000 прим. до сотні в останні роки.
Журнал включено до Списку наукових журналів ВАК Міносвнауки Росії.

## Ресурси Інтернету
- Реферати статей «Зоологического журнала»
- Сторінка «Зоологического журнала» на сайті MAIK Nauka/Interperiodica